# Endoxocrinus maclearanus
Endoxocrinus maclearanus is een zeelelie uit de familie Isselicrinidae.
De wetenschappelijke naam van de soort werd in 1872 gepubliceerd door Charles Wyville Thomson.